# Swag It Out
«Swag It Out» es un sencillo de Zendaya, conocida por su papel en la serie de televisión Shake It Up. La canción fue compuesta por Bobby Brackins y lanzada el 30 de mayo de 2011 como el primer sencillo de su carrera en su sello independiente, al no estar incluida en un álbum o banda sonora de Walt Disney Records.

## Composición y puesta en marcha
La canción fue compuesta por el cantante, compositor y productor Bobby Brackins, conocido por trabajar con artistas como Dev y Tinashe Kachingwe, el grupo The Pack, Tydolla$ign y Tom Hamilton. De acuerdo con Zendaya, la canción es sobre la autoestima de la banda.

Para mí, el concepto se trata de amarte a ti mismo y de la vida, siendo lo mejor que puedes ser y ser el mejor en lo que haces, tener confianza, y no dejar que otros te desanimen. Todo el mundo puede Swag de salida! Swag es una actitud!.

## Video promocional
El video de la canción fue grabada el 15 de septiembre de 2011 en la ciudad natal de Zendaya Oakland (California). Dirigido por Glenn A. Foster y editado por el mismo, el video fue lanzado oficialmente el 15 de diciembre para el canal oficial de Zendaya en YouTube.
Durante las grabaciones, Zendaya lo llevó para donar parte del presupuesto del video para comprar juguetes para los niños necesitados de la pastelería asociación!.

### Segundo vídeo
También comento Zendaya que había comenzado la grabación de un nuevo vídeo que será estrenado el 27 de diciembre de 2012.

## Recepción de la crítica
El sitio wev  Hollywood Teenzine dio una evaluación positiva de la canción, diciendo que era "positiva, divertida, joven y genial para bailar, el tipo que te hace sonreír", terminó diciendo que la banda sería una gran apuesta para el verano American. Sarie, the  Black Celeb Kids said Zendaya demonstrated that the song can explore all options in addition to acting, singing and dancing as well, saying that the song is infectious. The website  BSC Kids said "It is good to see that a star of the Disney is not falling on their own pictures" to distinguish the mixture of R & B and pop music by Zendaya in the song of the early artists of Disney whenever old who began their careers in the pop rock. Have Priscilla Rodrigues was more to the fund and said the singer could be as large as the artists who sang in the band eventually.